# Diocesi di Izcalli

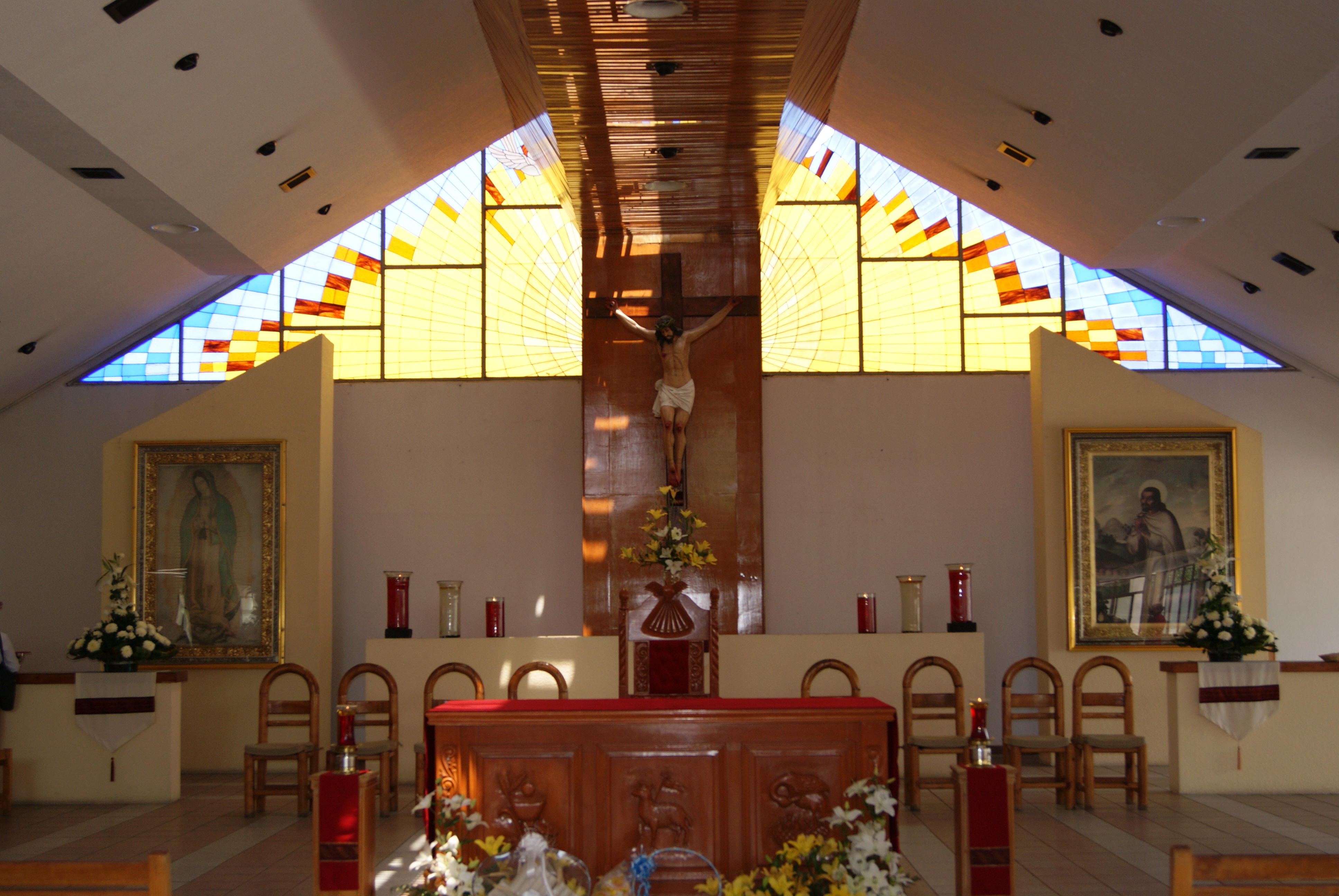
La cappella del seminario di Cuautitlán Izcalli

La diocesi di Izcalli (in latino: Diocesis Izcalliensis) è una sede della Chiesa cattolica in Messico suffraganea dell'arcidiocesi di Tlalnepantla. Nel 2023 contava 1.120.900 battezzati su 1.505.342 abitanti. È retta dal vescovo Francisco González Ramos.

## Territorio
La diocesi comprende i seguenti comuni nello stato di Messico nell'omonima repubblica federale: Nicolás Romero, Tepotzotlán e Cuautitlán Izcalli.
Sede vescovile è la città di Cuautitlán Izcalli, dove si trova la cattedrale di Santa Maria dell'Annunciazione.
Il territorio si estende su 532 km² ed è suddiviso in 41 parrocchie.

## Storia
La diocesi è stata eretta il 9 giugno 2014 con la bolla Christi voluntate di papa Francesco, ricavandone il territorio dalla diocesi di Cuautitlán.

## Cronotassi dei vescovi
Si omettono i periodi di sede vacante non superiori ai 2 anni o non storicamente accertati.
- Francisco González Ramos, dal 9 giugno 2014

## Statistiche
La diocesi nel 2023 su una popolazione di 1.505.342 persone contava 1.120.900 battezzati, corrispondenti al 74,5% del totale.
| anno | popolazione | popolazione | popolazione | presbiteri | presbiteri | presbiteri | presbiteri                | diaconi | religiosi | religiosi | parrocchie |
| anno | battezzati  | totale      | %           | numero     | secolari   | regolari   | battezzati per presbitero | diaconi | uomini    | donne     | parrocchie |
| ---- | ----------- | ----------- | ----------- | ---------- | ---------- | ---------- | ------------------------- | ------- | --------- | --------- | ---------- |
| 2014 | 821.351     | 966.836     | 84,9        | 64         | 54         | 10         | 12.833                    |         | 10        | 75        | 33         |
| 2016 | 923.564     | 1.089.345   | 84,8        | 94         | 64         | 30         | 9.825                     |         | 53        | 206       | 34         |
| 2019 | 978.342     | 1.242.968   | 78,7        | 104        | 68         | 36         | 9.407                     |         | 59        | 154       | 35         |
| 2021 | 1.032.840   | 1.345.527   | 76,8        | 96         | 68         | 28         | 10.758                    |         | 83        | 147       | 37         |
| 2023 | 1.120.900   | 1.505.342   | 74,5        | 98         | 74         | 24         | 11.437                    |         | 64        | 233       | 41         |